# Massimo Dedo
Max Dedo, nome d'arte di Massimo De Domenico (Messina, 28 giugno 1972), è un musicista, polistrumentista e cantautore italiano.

## Formazione
Nato il 28 giugno del 1972 a Messina, Max Dedo inizia gli studi musicali al conservatorio Arcangelo Corelli della sua città natale, portandoli poi a termine al conservatorio Giuseppe Verdi di Milano. Nel contempo perfeziona gli studi con il Maestro Edward Torsten, primo trombone presso il Teatro alla Scala di Milano.
In seguito occupa il posto di primo trombone nell'Orchestra Giovanile Italiana e si specializza a Fiesole, studiando due anni presso la scuola di alto perfezionamento per professori d'orchestra.
Il suo strumento principale è il trombone, ma suona regolarmente tromba, flicorno, chitarra, sega musicale e svariati altri strumenti.

## Carriera
Ha suonato in orchestra diretto dai maestri Riccardo Muti, Carlo Maria Giulini, Giuseppe Sinopoli, György G. Ráth, Spiros Argiris.
Ha suonato nei musical A Chorus Line, Hello, Dolly, Saranno famosi, La febbre del sabato sera, My Fair Lady, A qualcuno piace caldo, Dance, Sette spose per sette fratelli, Evita e Jesus Christ Superstar.
Tra il 1999 e il 2000 incide più di cento dischi per la collana editoriale Canzone amore mio, ideata e curata da Paolo Limiti e pubblicata da DeAgostini.
Ha partecipato alle registrazioni in studio e suonato nei tour di Max Gazzè, Daniele Silvestri, Niccolò Fabi, Nicola Piovani, Mario Venuti, Tosca, Elio e le Storie Tese, Francesco Di Giacomo, Nomadi, Bandabardò, WA, Carmen Consoli, Marina Rei, Cristiano De André, Fabrizio Moro, Peppe Voltarelli, Arisa, Biba Band, Marco Conidi, Gabin Dabirè, Rudy Marra e Kunsertu.
Ha suonato in vari programmi delle reti Rai, accompagnando le esibizioni di George Benson, Michael Bublé, Ami Stewart, Ben Harper, Rod Stewart, Michael Bolton, Riccardo Cocciante, Eros Ramazzotti, Renato Zero, Claudio Baglioni, Andrea Bocelli, Tiziano Ferro, Gianni Morandi e i Pooh.

Dal 2003 al 2019 ha suonato al Festival di Sanremo nell'orchestra della Rai Radio Televisione italiana.
Dal 2003 compone, realizza e pubblica dischi a suo nome (o con i moniker Bandamariù e Dedo & the Megaphones) proponendo regolarmente le sue canzoni in concerto. Ai suoi album hanno collaborato Max Gazzè, Carmen Consoli, Erriquez, Faso, John Giblin.
Dal 2018 collabora regolarmente con Duccio Pasqua, giornalista e conduttore radiofonico, nella realizzazione dei programmi Un giorno da renna e Un giorno da gambero per Rai Radio1. Oltre a partecipare alla conduzione dei programmi, è ideatore delle rubriche Indovina lo strumento e Ti sfascio una canzone.
Nel 2018 pubblica l'album Un posto vero (Universal Music Italia srL.) con ospiti come Max Gazzè, Ramon Caraballo, Erriquez e Carmen Consoli.
Nel 2024 pubblica l'album Cuore elettroacustico (Astralmusic).
Nel 2025 pubblica l'album Almas du munnu (Astralmusic) con ospiti come Horacio El Negro Hernandez, Celestino Esquerré, Alfonso Vilallonga, Didem Ezgi Kurt, Mariel Danieli, Simona Sciacca, Marina Ribeiro e Devin BX.
Nel 2021 forma il duo Beach82 con il chitarrista Nicola Costa, incidendo un album di composizioni strumentali per cinema e serie tv. 

## Discografia

### Album in studio
- 2018 – Un posto vero (Universal Music Italia srL.)
- 2024 – Cuore elettroacustico (Astralmusic)
- 2025 – Almas du munnu (Astralmusic)

- Con la band WA incide gli album Welcome to Atlantis (2003) e Atmomy (2004) dai quali vengono estratti i seguenti seguenti singoli, accompagnati da relativi video musicali:

| Titolo della Canzone del Video | Etichetta di Pubblicazione |
| ------------------------------ | -------------------------- |
| Golden Horses                  | 5.1 Records                |

- Con la Bandamariù incide gli album Miscia Lay (2009) e Bumma (2011)[10] dal quale vengono estratti i seguenti seguenti singoli, accompagnati da relativi video musicali:

| Titolo della Canzone del Video | Etichetta di Pubblicazione |
| ------------------------------ | -------------------------- |
| Miscia Lay                     | Organic Tones Records      |
| Elettro Poppe                  | CasaMusica                 |

- A nome Dedo & the Megaphones incide l'album Best Masters Vol. 1 (2014) e successivamente il singolo Taggami il nervo dell'amore, con il featuring di Max Gazzè, che dirige anche il videoclip:

| Titolo della Canzone del Video | Etichetta di Pubblicazione |
| ------------------------------ | -------------------------- |
| Back in the USSR               | Otr Live Srl               |
| Hot Stuff                      | Otr Live Srl               |
| Hit The Road Jack              | Otr Live Srl               |
| La donna cannone               | Otr Live Srl               |
| Taggami il nervo dell'amore    | Vertigo Publishing Sagl    |

- A nome Dedo incide gli album Cuore elettroacustico (2016) e Un posto vero (2018) dai quali vengono estratti i seguenti seguenti singoli, accompagnati da relativi video musicali

| Titolo della Canzone del Video | Etichetta di Pubblicazione  |
| ------------------------------ | --------------------------- |
| Resta sul divano               | Vertigo Publishing Sagl     |
| Inverno Maledetto              | Universal Music Italia srL. |
| U piscaturi                    | Universal Music Italia srL. |

### Altre pubblicazioni
Max Dedo ha composto musica e arrangiato basi musicali per spot pubblicitari di Denim, Vidal, Albatross e Dietorelle.
Per la Rai ha realizzato musiche e sottofondi utilizzati durante trasmissioni televisive e radiofoniche.

## Riconoscimenti
Nel 2011 Max Dedo è stato recensito in uno special sulla Bandamariù, nell'ambito del programma televisivo Sette Note, in onda su Rai 1.
Nel 2014 è stato premiato per il video di Taggami il nervo dell'amore alla XII edizione del Premio Roma Videoclip.